# La Certosa di Parma (miniserie televisiva 2012)
La Certosa di Parma è una miniserie televisiva italiana in due puntate, tratta dall'omonimo romanzo, in onda il 4 e il 5 marzo 2012 su Rai 1, con la regia di Cinzia TH Torrini.

## Trama
Sullo sfondo di un'Italia ottocentesca si muovono le avventure di Fabrizio del Dongo, nobiluomo affascinante e sensibile, che attraverserà un percorso ricco di peripezie e incontri, al termine del quale troverà il luogo del silenzio, lo spazio simbolico dell'isolamento e della rinuncia: La Certosa di Parma.

## Produzione
La fiction è una coproduzione italo-francese nata dalla collaborazione tra Rai Fiction e France 3. Le case di produzione coinvolte nel progetto sono Tangram Film, JNP France Films e Aprime.

## Location
La mini serie è stata girata a Parma (Piazza Duomo, Piazza San Giovanni, Parco e Palazzo ducale, Abbazia di Valserena), Colorno (Reggia ducale), Langhirano (Castello di Torrechiara), Fontanellato (Rocca Sanvitale), Soragna (Rocca Meli Lupi), Gazzola (Castello di Rivalta), Lugagnano Val d'Arda (Veleia Romana), Reggio Emilia (Teatro Valli), Ozzano (Villa Isolani), Zola Predosa (Palazzo Albergati). Alcune scene anche a Bologna, a Ferrara e a Mezzani sulle rive parmensi del Po. Il tutto in 52 giorni, lo stesso tempo che Stendhal impiegò per scrivere la sua ultima opera.